# Referendum konstytucyjne w Mikronezji w 2005 roku
Referendum konstytucyjne w Mikronezji odbyło się 8 marca 2005.

## Wynik
Żadna z trzech proponowanych zmian konstytucji nie zyskała wymaganego poparcia 75% głosujących.
Proponowane zmiany konstytucji nie uzyskały wymaganego poparcia, choć trzeba przyznać, że procedura zmian w konstytucji Mikronezji jest bardzo wymagająca. Zdobycie poparcia 3/4 głosujących jest niemal niemożliwe.
Pierwsza z propozycji usuwała z konstytucji zakaz posiadania podwójnego obywatelstwa, przyznając Kongresowi uprawnienia do uchwalenia odpowiednich regulacji prawnych w tej kwestii. Druga poprawka narzucała stanom wymóg udostępniania innym stanom wszelkich aktów prawnych oraz dokumentów sądowych. Trzecia znosiła bądź ograniczała zróżnicowanie jurysdykcji w przypadkach poruszających kwestie własności ziemi lub wód.